# 丸山高満
丸山 高満（まるやま たかみつ、1932年8月26日 - 1989年2月11日）は、日本の自治官僚、税法学者。
佐賀県生まれ。1958年東京大学法学部卒。自治省に入り、1977年地域政策課長。78年税務局市町村税課長、82年府県税課長、企画課長。のち自治大学校副校長、85年福岡大学教授。88年「地方税の一般理論」で関西学院大学経済学博士。

## 著書
- 『地方税のABC』良書普及会 地方自治新書 1970
- 『役にたつ公務員のためのエチケット』帝国地方行政学会 1973
- 『地方自治行政の構図 そのしくみと実際』ぎょうせい 1975
- 『地方税の基礎知識』良書普及会 1981
- 『三役必携 市町村行政のチェックポイント』ぎょうせい 1982
- 『地方税の一般理論』ぎょうせい 1983
- 『公務員のたしなみ 冠婚葬祭入門』良書普及会 1984
- 『都市経営の理念と戦略』第一法規出版 シリーズ’80年代の地方自治 1984
- 『日本地方税制史』ぎょうせい 1985
- 『セミナー地域政策と地方自治 二一世紀へ向けて』良書普及会 地方自治新書 1987
- 『予算の編成と執行』日本経営協会 地方自治体実務シリーズ 1988

### 共編著
- 『地方行政管理講座 第7巻 税務管理』貝原俊民,金子清共著 第一法規出版 1971
- 『地方税取扱いの手引』編 納税協会連合会 1982
- 『現代地方財政学』能勢哲也共編 有斐閣ブックス 1987

## 論文
- <丸山高満